# Округ Клир Крик (Колорадо)
Клир Крик (енгл. Clear Creek County) је округ у америчкој савезној држави Колорадо. По попису из 2010. године број становника је 9.088. Седиште округа је град Џорџтаун.

## Демографија
Према попису становништва из 2010. у округу је живело 9.088 становника, што је 234 (2,5%) становника мање него 2000. године.
| Група             | 2000.         | 2010.         |
| Белци             | 8.759 (94,0%) | 8.371 (92,1%) |
| Афроамериканци    | 26 (0,3%)     | 56 (0,6%)     |
| Азијати           | 34 (0,4%)     | 51 (0,6%)     |
| Хиспаноамериканци | 361 (3,9%)    | 429 (4,7%)    |
| Укупно            | 9.322         | 9.088         |